# Paulingita-K
La paulingita-K és un mineral de la classe dels silicats que pertany al grup de la zeolita. Va ser anomenada en honor de Linus Carl Pauling, un dels científics més importants de tots els temps, en reconeixement de les seves destacades contribucions a la comprensió de les complexes estructures de minerals de silicats i altres compostos.

## Característiques
La paulingita-K és un silicat de fórmula química (K<,Ca,Na,Ba,☐)10(Si,Al)42O84·34H₂O. Cristal·litza en el sistema isomètric. La seva duresa a l'escala de Mohs és 5.
Segons la classificació de Nickel-Strunz, la paulingita-K pertany a «09.GC: Tectosilicats amb H₂O zeolítica, cadenes de connexions dobles de 4-enllaços» juntament amb els següents minerals: amicita, garronita-Ca, gismondina-Ca, gobbinsita, harmotoma, phil·lipsita-Ca, phil·lipsita-K, phil·lipsita-Na, flörkeïta, merlinoïta, mazzita-Mg, mazzita-Na, perlialita, boggsita i paulingita-Ca.

## Jaciments
La paulingita-K va ser descoberta a la Presa Rock Island, al comtat de Douglas (Washington, Estats Units). També ha estat descrita a Alemanya, el Canadà, el Regne Unit i la República Txeca.